# Adélard Godbout
Joseph-Adélard Godbout, né le 24 septembre 1892 à Saint-Éloi et mort le 18 septembre 1956 à Montréal, est un agronome et homme politique québécois.
Chef du Parti libéral du Québec de 1936 à 1949, il est premier ministre du Québec brièvement en 1936, puis de 1939 à 1944.

## Biographie

### Enfance et école élémentaire
Né à Saint-Éloi-de-Témiscouata le 24 septembre 1892, Adélard Godbout est le treizième enfant d’Eugène Godbout et Marie-Louise Duret,. Les familles aussi nombreuses ne sont pas rares à l'époque chez les agriculteurs. Les enfants de la fratrie fréquentent presque tous l’école de rang, option la plus pratique et la plus abordable à une époque où l'instruction n'était pas encore gratuite. Le jeune Adélard fait toutefois exception, fréquentant un autre établissement où le curé passe à l’occasion pour reconnaître les élèves les plus prometteurs et les diriger vers le Séminaire diocésain (aujourd'hui cégep) de Rimouski. C’est grâce aux recommandations du même curé qu’il poursuivra ses études secondaires dans cette ville.

### Vie au séminaire
Particulièrement brillant, le jeune Adélard est exempté des années préparatoires et se retrouve donc dans une classe où il a deux ans de moins que ses camarades; cette mesure vise aussi à épargner des frais à sa famille, dont les moyens sont modestes. Dès le début, l'élève obtient des résultats satisfaisants sans efforts extraordinaires. Un jour de récréation, il s'effondre à cause d'une blessure au genou qui le handicape suffisamment pour l'obliger à revenir à Saint-Éloi pendant un an.
À son retour au séminaire, Adélard Godbout prend ses études davantage au sérieux. Il excelle notamment en philosophie. En 1910, il intègre la Société de Saint-Louis-de-Gonzague, association culturelle dont les membres sont notamment initiés à l'art oratoire, ce qui ne sera pas sans être utile au futur premier ministre. En 1912, commençant à prendre part à des débats, il participe à une reconstitution du procès de Louis Riel où il joue l'avocat de la Couronne, expérience particulièrement marquante.
À la fin de ses études secondaires, Godbout opte pour le Grand Séminaire comme la majorité des autres élèves, dans le but de devenir prêtre. Au Grand Séminaire, il consacre la majorité de son temps à enseigner les humanités, notamment le latin, tout en étudiant la théologie. Toutefois, il n'y restera pas longtemps, terrassé à nouveau par sa blessure au genou (quatre ans après l'incident du Séminaire), qui l'oblige à marcher en béquilles pendant un certain temps. Pour cette raison, l’évêque de Rimouski le rappelle du Grand Séminaire; il devra trouver une nouvelle vocation.

### Études en agronomie

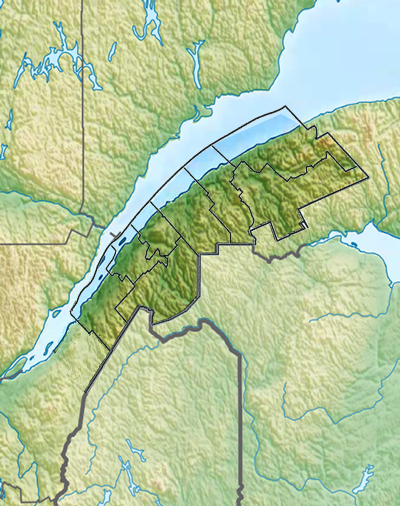
Adélard Godbout est originaire du Bas-Saint-Laurent.

Sorti du Grand Séminaire, Godbout s'inscrit dès février 1916 à l’école d’agriculture de Saint-Anne-de-la-Pocatière affiliée à l'Université Laval. Il y trouve deux sociétés culturelles : le Cercle Pilote, qui formait les élèves à l'art oratoire, et le Cercle agricole, qui offrait un complément à la formation professionnelle en agriculture. Les élèves s'inscrivaient souvent aux deux, mais Godbout, affichant déjà une aisance certaine pour prendre la parole en public, se contente du Cercle agricole. Comme au Séminaire de Rimouski, Godbout n’éprouve aucune difficulté dans ses études. En 1919, il devient l’assistant du professeur Louis-de-Gonzague Fortin, avec qui il enseigne la zootechnie. Toutefois, pour parfaire sa formation, il s'inscrit au Massachusetts Agricultural College. À son retour, il enseignera à Sainte-Anne-de-la-Pocatière pendant douze ans, soit jusqu’en 1930. Il travaillera aussi pour le ministre de l’Agriculture comme agronome de 1922 à 1925.

### Ministre de l'Agriculture
Voyant son père député de Témiscouata de 1921 à 1923, le jeune agronome s'intéresse de plus en plus à la politique et attire l'attention de Louis-Alexandre Taschereau, chef du Parti libéral provincial, qui l'incite à se présenter dans la circonscription de l’Islet. Élu en 1929, Godbout sera nommé ministre de l’Agriculture en 1930. À 38 ans, c'est le plus jeune ministre de son cabinet. Durant les années qui suivent, le Parti libéral connaît des difficultés et notamment un scandale de corruption. Plusieurs de ses membres fondent alors l’Action libérale nationale, ce qui affaiblit le Parti.

### Chef du Parti libéral et premier ministre
En 1936, Louis-Alexandre Taschereau cède sa place de chef du Parti libéral à Adélard Godbout, qui devient par le fait même premier ministre. Ce ne sera pas pour longtemps, car des élections générales sont remportées deux mois plus tard par l’Union nationale. Entre 1936 et 1939, Godbout s’emploiera à remettre l’ordre dans son parti.

### Premier ministre à nouveau
C’est le 25 octobre 1939 que Joseph-Adélard Godbout gagne les élections générales contre Duplessis et devient, pour la deuxième fois, premier ministre du Québec. Lors de son assermentation, le 8 novembre 1939, il s’octroie aussi le poste de ministre de l’Agriculture et de la Colonisation. De 1939 à 1944, Godbout apportera plusieurs réformes au Québec, certaines ayant encore des répercussions de nos jours. L’une des premières réalisations politiques du gouvernement Godbout a été d’établir officiellement la devise du Québec, « Je me souviens ». Soulignons toutefois qu'il n'en est pas l'auteur.

#### Droit de vote des femmes et autres avancées féministes
Le 25 avril 1940, le gouvernement d'Adélard Godbout adopte une loi qui donne le droit de vote aux femmes, à la remorque de toutes les autres provinces canadiennes, qui avaient adopté cette mesure entre 1916 et 1934. Le retard du Québec est attribuable aux objections de l'Église, mais aussi aux politiciens, dont la majorité estimaient que la grande majorité des femmes y étaient opposées et n'iraient pas voter, ce qui ouvrait la voie à la substitution de personne. Adélard Godbout lui-même a voté sept fois contre la proposition d'accorder le droit de vote aux femmes entre 1930 et 1936. Dans une entrevue, Thérèse Casgrain, grande militante suffragiste du Québec, a révélé que Godbout aurait menacé le cardinal Villeneuve de démissionner au profit de l'anticlérical Télesphore-Damien Bouchard si l'Église ne changeait pas son fusil d'épaule. Ce serait grâce à cette manœuvre que l'Église a reculé et que les femmes ont pu voter pour la première fois aux élections partielles de Saint-Jean et de Huntingdon le 6 octobre 1941. Cette affirmation est toutefois contestée et il est peu probable que Godbout ait eu à user de cette menace, ses relations avec le cardinal Villeneuve étant plutôt cordiales. 
Adélard Godbout a contribué à la cause féministe de différentes autres façons; c’est notamment lui qui a ouvert la pratique du droit aux femmes dans la province de Québec, donnant ainsi suite à une autre revendication de longue date.

#### École obligatoire
On doit aussi au gouvernement Godbout l'adoption d'une la loi sur la fréquentation scolaire obligatoire (26 mai 1943), encore une fois après toutes les autres provinces canadiennes. À l'époque, l’abandon scolaire était assez fréquent après la quatrième année du primaire, souvent parce que les parents avaient besoin d’aide à la maison. Cette loi oblige la fréquentation scolaire de 6 à 14 ans et dicte les bases de la gratuité scolaire; une amende est prévue pour les parents qui retirent leurs enfants de l'école avant l'âge prévu. Le débat concernant la fréquentation scolaire obligatoire remontait déjà à plusieurs années. Le clergé était contre l’idée de la gratuité, privilégiant l’école privée.

#### Conscription
Adélard Godbout devait en grande partie sa victoire de 1939 au fait qu'il s'était engagé « sur l'honneur, en pesant chacun de [ses] mots, à quitter [son] parti et même à le combattre, si un seul Canadien français, d'ici la fin des hostilités en Europe, est mobilisé contre son gré, sous un régime libéral ». Toutefois, en avril 1942, William Lyon Mackenzie King, premier ministre libéral fédéral qui s'était fait élire en 1940 avec la même promesse formelle, demande par plébiscite à la population canadienne de l'autoriser à se dédire. Le oui l'emporte dans l'ensemble du Canada, mais le Québec vote non à 72,9 %. Godbout est alors partagé entre sa promesse électorale et sa loyauté envers le gouvernement fédéral; selon l’historien Michel Lévesque, en effet, c'est en bonne partie grâce à l'appui du Parti libéral du Canada que Godbout aurait accédé au pouvoir en 1939. D'ailleurs, jusqu'aux années 1960, le Parti libéral du Canada et celui du Québec étaient intimement liés. 
La conscription constitue l’une des causes principales de la défaite de Godbout contre l’Union nationale de Duplessis en 1944 .

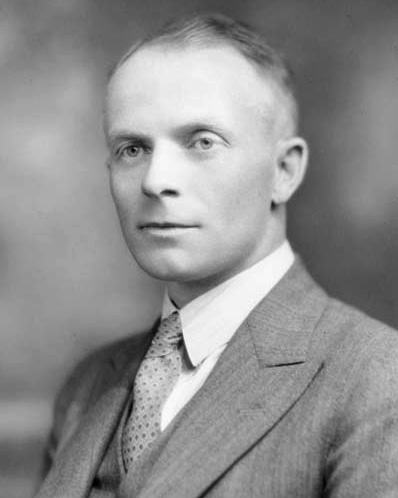
Adelard Godbout, 1932.

#### Nationalisation de l'hydro-électricité
Godbout est aussi à l'origine de l’étatisation de la Montreal Light, Heat and Power, de la Montreal Island Power et de la Beauharnois Light, Heat and Power Company par la loi 17, qui constitue en fait l'acte de naissance de la Commission hydroélectrique de Québec, plus connue sous le nom de Hydro-Québec. Cette nouvelle compagnie avait le droit d’acheter la totalité ou une partie des actions de toute autre compagnie exploitant des forces hydrauliques ou habilitée à faire commerce d’énergie. Le gouvernement voulait ainsi offrir un service plus juste et plus stable que celui des compagnies privées, dont les tarifs étaient de surcroît élevés et dont le réseau était lacunaire dans les campagnes. Godbout confia ainsi à Hydro-Québec le mandat de l’électrification rurale, qui fut repris par Duplessis après sa victoire en 1944.

#### Loi sur les relations ouvrières
Une autre réalisation importante du gouvernement Godbout concerne le droit du travail. À l’époque, les patrons d’entreprise n’ont aucune obligation de négocier avec leurs employés. Lorsqu'une grève générale se déclenche dans des papeteries d’Alma et de Kénogami en 1943, le gouvernement de Joseph-Adélard Godbout fait enquête et constate l'absence de liberté syndicale au Québec, ce qui mène à l'adoption de la Loi sur les relations ouvrières en février 1944. Cette loi établit les droits de négociation et de syndicalisation des employés, obligeant ainsi les patrons à négocier en cas de revendications. Le syndicat doit être formé d'au moins 60 % des travailleurs d’une unité de production et est autorisé à représenter tous les employés. C’est la première fois au Québec que les employeurs sont obligés de reconnaître les syndicats.

#### Autres réalisations
D'autres réalisations de Godbout soulignent l'importance qu'il accordait au savoir et à la culture. Par exemple, Godbout a apporté son soutien à la construction de l’Université de Montréal. C'est aussi lui qui a fait adopter, le 29 mai 1942, la Loi instituant le Conservatoire de musique et d'art dramatique de la province de Québec, qui crée le premier conservatoire français du genre en Amérique du Nord. Le premier établissement ouvre le 1er mars 1943. Il est à noter que le Conservatoire est d'emblée une institution laïque où les cours sont gratuits.

### Fin de carrière
Godbout, en 1944, perd contre son rival de l’Union nationale, Maurice Duplessis, mais reste chef du Parti libéral. En 1948, il perd à nouveau les élections et est même battu dans son comté de L'Islet. Il démissionne alors comme chef du Parti et se voit offrir un siège au Sénat fédéral sur la recommandation de Louis St-Laurent, premier ministre canadien de l’époque. Il accepte et devient donc sénateur en 1949. Il le restera jusqu'à la fin de ses jours. 
Le 18 septembre 1956, à l’âge de 63 ans, l’ancien premier ministre décède d'une chute dans les escaliers de sa maison.

## Legs

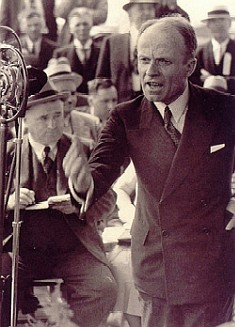
Adélard Godbout lors d'un discours en 1939.

Dans Le mythe tenace de la Folk Society au Québec, l'historien Jacques Rouillard se désole de constater que le gouvernement très progressiste d'Adélard Godbout, qui avait à toutes fins utiles amorcé une « première Révolution tranquille », soit passé plus ou moins sous silence dans le récit historique du Québec, au profit d'un discours selon lequel le Québec s'est caractérisé tout au long de son histoire, depuis la Conquête, par une mentalité passéiste et conservatrice. Il faut en effet attendre jusqu'en 1996 pour voir paraître une première biographie de l'ancien premier ministre (celle de Jean-Guy Genest, intitulée tout simplement Godbout et publiée chez Septentrion). 
Le Parti libéral était au pouvoir depuis 1897, mais Godbout a présidé à un virage progressiste marquant à partir du congrès de 1938. Pour Rouillard, « le gouvernement Godbout [a] réussi à effectuer un revirement à 180 degrés de la politique québécoise de 1939 à 1944 ». 
Parmi les réalisations décrites dans les sections précédentes, on peut s'arrêter à la postérité de la nationalisation de quelques compagnies d'électricité afin de contrer la domination des grands monopoles régionaux, « le trust de l'électricité », pour créer Hydro-Québec, restaurer le réseau électrique vétuste et développer l'électrification des régions rurales, peu desservies par les entreprises existantes. Maurice Duplessis continuera l’œuvre commencée par Adélard Godbout en déposant le projet de loi 45, qui transforme la société d'État d'Hydro-Québec en organisme gouvernemental versant ses profits directement à la province pour réinvestissement dans des achats ou constructions de centrales ou de barrages ou pour améliorer les services sociaux, l'éducation et les soins de santé. l'Office de l'électrification rurale est créé. Le progrès continue avec René Lévesque et le gouvernement de Jean Lesage durant la Révolution tranquille.
Par ailleurs, Adélard Godbout a été critiqué pour sa position faible en matière d'autonomie et de nationalisme québécois. Par exemple, il accepte de participer au programme fédéral d'assurance-chômage en 1940, ce que Duplessis refusait de faire afin de préserver l'autonomie provinciale. Il acquiesça aussi à la suspension de certaines taxes en temps de guerre qui enlevait aux provinces leur autonomie fiscale. Toutefois, cette mesure devait être provisoire, pour le temps de la guerre seulement, ce que Godbout atteste dans une lettre à Mackenzie King où il décrit les accords de 1942 comme une concession temporaire. On explique généralement cette concession par le fait que le Parti libéral fédéral de William Lyon Mackenzie King avait joué un rôle majeur dans la victoire de Godbout aux élections de 1939. D'autres historiens, plus ambivalents, expliquent son attitude par les nécessités de la guerre.

## Documentaire «Traître ou Patriote»
Adélard Godbout a fait l'objet en 2000 d'un documentaire de l'Office national du film intitulé Traître ou Patriote réalisé par Jacques Godbout, fils de Fernand Godbout, cousin germain d'Adélard. Ce documentaire porte plus spécifiquement sur le fait que Godbout a été premier ministre pendant la Seconde guerre mondiale, donc pendant la conscription, et que son image en a énormément souffert. Jacques Godbout y explique lui-même qu'il valait mieux ne pas afficher ouvertement qu'on était de la famille d'Adélard Godbout pendant le règne ultérieur de l'Union nationale. « [...] quand Duplessis a été élu, [...], les gens se sont mis à nous mépriser : nous étions des traîtres. »

## Distinctions

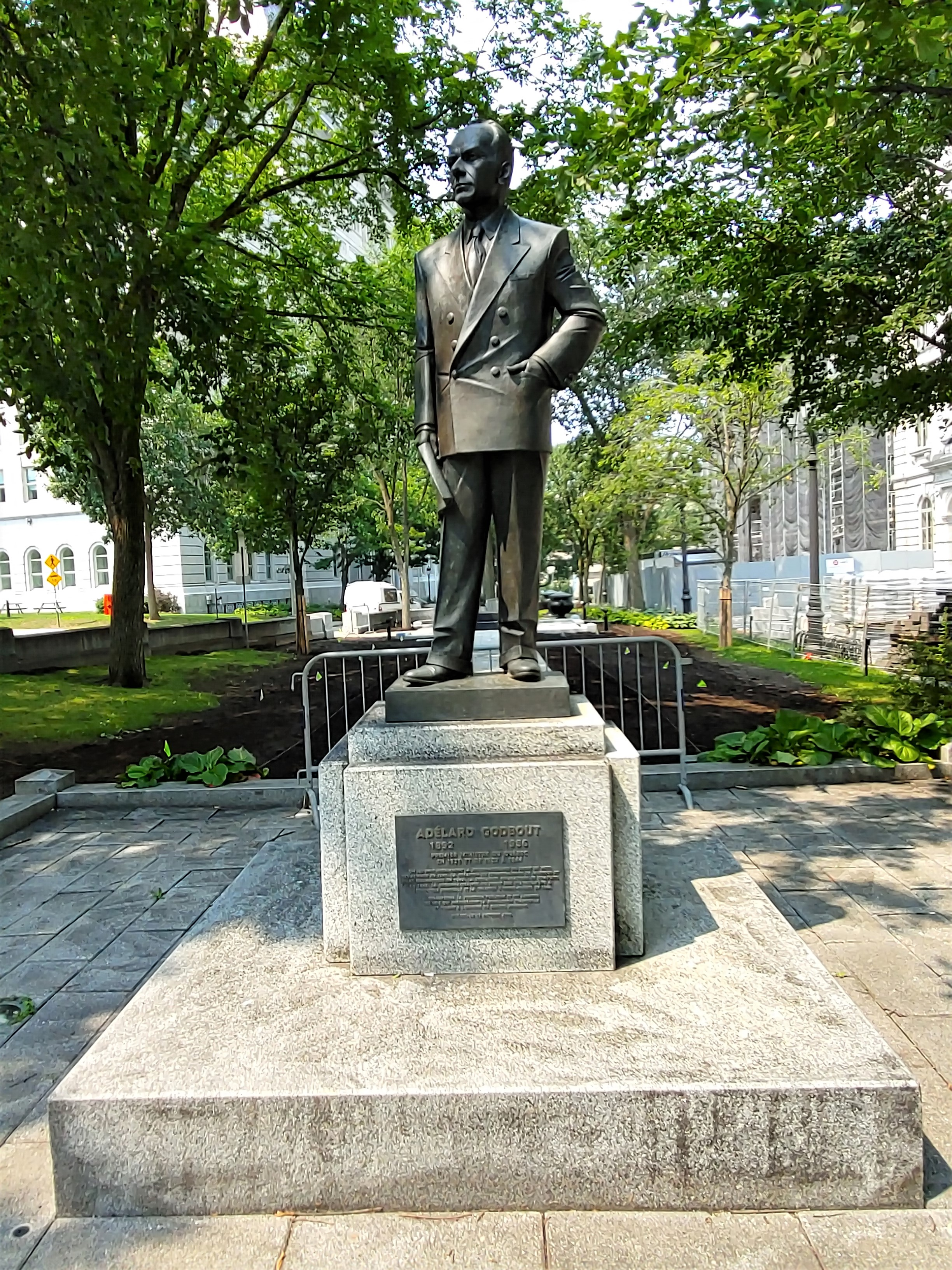
Statue d'Adélard Godbout près de l'hôtel du Parlement du Québec.

Une statue de Godbout a été érigée sur la Colline parlementaire de Québec près de l'hôtel du Parlement.

### Ordres
- Commandeur d'office de l'Ordre national du mérite agricole (1930)
- Commandeur de l'ordre du Mérite agricole (France)

### Doctorats honorifiques
- en sciences agricoles de l'Université Laval en 1931
- en médecine vétérinaire de l'Université de Montréal en 1940
- en droit de l'Université McGill, du Collège Bishop's et du Massachusetts State College[23]

### Toponymie
La toponymie rappelle le nom d'Adélard Godbout à plusieurs endroits au Québec. On compte notamment : 
- cinq rues nommées en son honneur dans les villes de Cowansville, Sainte-Julie, Québec, Vaudreuil-Dorion et Trois-Rivières;
- un parc à son nom dans la ville de Québec;
- un pont et un chemin dans la municipalité de Frelighsburg;
- un pavillon à La Pocatière;
- un édifice public à Saint-Jean-Port-Joli;
- un poste électrique dans la ville de Montréal.

Il y a aussi des rues ayant seulement le toponyme Godbout lui rendant hommage dans les municipalités de Rouyn-Noranda, Dunham, Saguenay (secteur Jonquière), Sherbrooke et Rimouski.

## Résultats électoraux

### Résultats électoraux d'Adélard Godbout
|       | Nom             | Parti   | Nombre de voix    | %                 | Maj.              |
| ----- | --------------- | ------- | ----------------- | ----------------- | ----------------- |
|       | Adélard Godbout | Libéral | (sans opposition) | (sans opposition) | (sans opposition) |
| Total | Total           | Total   | -                 | -                 |                   |

|       | Nom                       | Parti        | Nombre de voix | %      | Maj. |
| ----- | ------------------------- | ------------ | -------------- | ------ | ---- |
|       | Adélard Godbout (sortant) | Libéral      | 2 131          | 60,4 % | 734  |
|       | Thomas Tremblay           | Conservateur | 1 397          | 39,6 % | -    |
| Total | Total                     | Total        | 3 528          | 100 %  |      |

|       | Nom                       | Parti   | Nombre de voix | %      | Maj. |
| ----- | ------------------------- | ------- | -------------- | ------ | ---- |
|       | Adélard Godbout (sortant) | Libéral | 2 454          | 59,3 % | 771  |
|       | Charles-Eugène Thériault  | ALN     | 1 683          | 40,7 % | -    |
| Total | Total                     | Total   | 4 137          | 100 %  |      |

|       | Nom                       | Parti           | Nombre de voix | %      | Maj. |
| ----- | ------------------------- | --------------- | -------------- | ------ | ---- |
|       | Joseph Bilodeau           | Union nationale | 2 233          | 50,2 % | 20   |
|       | Adélard Godbout (sortant) | Libéral         | 2 213          | 49,8 % | -    |
| Total | Total                     | Total           | 4 446          | 100 %  |      |

|       | Nom                       | Parti           | Nombre de voix | %      | Maj. |
| ----- | ------------------------- | --------------- | -------------- | ------ | ---- |
|       | Adélard Godbout           | Libéral         | 2 459          | 56,4 % | 566  |
|       | Joseph Bilodeau (sortant) | Union nationale | 1 893          | 43,4 % | -    |
|       | Philias Ouellet           | ALN             | 9              | 0,2 %  | -    |
| Total | Total                     | Total           | 4 361          | 100 %  |      |

|       | Nom                       | Parti           | Nombre de voix | %      | Maj. |
| ----- | ------------------------- | --------------- | -------------- | ------ | ---- |
|       | Adélard Godbout (sortant) | Libéral         | 4 834          | 55,1 % | 902  |
|       | Joseph Bilodeau           | Union nationale | 3 932          | 44,9 % | -    |
| Total | Total                     | Total           | 8 766          | 100 %  |      |

|       | Nom                       | Parti               | Nombre de voix | %      | Maj. |
| ----- | ------------------------- | ------------------- | -------------- | ------ | ---- |
|       | Fernand Lizotte           | Union nationale     | 4 374          | 45 %   | 40   |
|       | Adélard Godbout (sortant) | Libéral             | 4 334          | 44,6 % | -    |
|       | Gérard-A. Mercier         | Union des électeurs | 1 004          | 10,3 % | -    |
| Total | Total                     | Total               | 9 712          | 100 %  |      |

### Résultats électoraux du Parti libéral du Québec sous Godbout
| Partis | Partis                      | Chef                        | Candidats | Sièges | Sièges | Voix    | Voix   | Voix    |
| Partis | Partis                      | Chef                        | Candidats | 1935   | Élus   | Nb      | %      | +/-     |
| --- | --------------------------- | --------------------------- | --------- | ------ | ------ | ------- | ------ | ------- |
| | Union nationale             | Maurice Duplessis           | 90        | 42     | 76     | 323 812 | 56,9 % | +8,47 % |
| | Libéral                     | Adélard Godbout             | 89        | 48     | 14     | 227 860 | 40 %   | -6,80 % |
| | Libéral indépendant         | Libéral indépendant         | 11        | -      | -      | 9 746   | 1,7 %  | -2,31 % |
| | Union nationale indépendant | Union nationale indépendant | 4         | -      | -      | 2 522   | 0,4 %  | -       |
| | Communiste                  |                             | 4         | -      | -      | 1 849   | 0,3 %  | -       |
| | Commonwealth coopératif     |                             | 1         | -      | -      | 1 469   | 0,3 %  | -       |
| | Conservateur opposition     | Conservateur opposition     | 2         | -      | -      | 1 066   | 0,2 %  | -       |
| | Candidat du peuple          |                             | 1         | -      | -      | 470     | 0,1 %  | -       |
| | Ouvrier                     |                             | 1         | -      | -      | 79      | 0 %    | -0,41 % |
| | Indépendant                 | Indépendant                 | 2         | -      | -      | 452     | 0,1 %  | -0,05 % |
| Total | Total                       | Total                       | 205       | 90     | 90     | 569 325 | 100 %  |         |
| Le taux de participation lors de l'élection était de 78,2 % et 4 930 bulletins ont été rejetés. Il y avait 734 025 personnes inscrites sur la liste électorale pour l'élection. |                             |                             |           |        |        |         |        |         |

| Partis | Partis                      | Chef                        | Candidats | Sièges | Sièges | Voix    | Voix   | Voix     |
| Partis | Partis                      | Chef                        | Candidats | 1936   | Élus   | Nb      | %      | +/-      |
| --- | --------------------------- | --------------------------- | --------- | ------ | ------ | ------- | ------ | -------- |
| | Libéral                     | Adélard Godbout             | 85        | 14     | 69     | 301 382 | 53,5 % | +14,07 % |
| | Union nationale             | Maurice Duplessis           | 85        | 76     | 15     | 220 402 | 39,1 % | -17,75 % |
| | Libéral indépendant         | Libéral indépendant         | 4         | -      | 1      | 3 862   | 0,7 %  | -        |
| | ALN                         |                             | 56        | -      | -      | 25 295  | 4,5 %  | +0,19 %  |
| | Commonwealth coopératif     |                             | 1         | -      | -      | 2 513   | 0,4 %  | -        |
| | Conservateur                |                             | 3         | -      | -      | 1 679   | 0,3 %  | -        |
| | ALN indépendant             |                             | 1         | -      | -      | 617     | 0,1 %  | -        |
| | Union nationale indépendant | Union nationale indépendant | 3         | -      | -      | 469     | 0,1 %  | -0,36 %  |
| | Ouvrier                     |                             | 3         | -      | -      | 410     | 0,1 %  | -0,06 %  |
| | ALN ouvrier                 |                             | 1         | -      | -      | 228     | 0 %    | -        |
| | Communiste                  |                             | 1         | -      | -      | 159     | 0 %    | -0,29 %  |
| | Indépendant                 | Indépendant                 | 5         | -      | 1      | 6 281   | 1,1 %  | +1,04 %  |
| Total | Total                       | Total                       | 248       | 90     | 86     | 563 297 | 100 %  |          |
| Le taux de participation lors de l'élection était de 77 % et 7 334 bulletins ont été rejetés. Il y avait 753 310 personnes inscrites sur la liste électorale pour l'élection, toutefois seules 741 131 personnes avaient plus d'un candidat dans leur district. |                             |                             |           |        |        |         |        |          |

| Partis | Partis                      | Chef                        | Candidats | Sièges | Sièges | Voix      | Voix   | Voix |
| Partis | Partis                      | Chef                        | Candidats | 1939   | Élus   | Nb        | %      | +/-  |
| --- | --------------------------- | --------------------------- | --------- | ------ | ------ | --------- | ------ | ---- |
| | Union nationale             | Maurice Duplessis           | 91        | 15     | 48     | 505 661   | 38 %   | %    |
| | Libéral                     | Adélard Godbout             | 90        | 70     | 37     | 523 316   | 39,3 % | %    |
| | Bloc populaire              | André Laurendeau            | 80        | -      | 4      | 191 564   | 14,4 % | %    |
| | Commonwealth coopératif     | Romuald-Joseph Lamoureux    | 24        | -      | 1      | 33 986    | 2,6 %  | %    |
| | Union des électeurs         |                             | 12        | -      | -      | 16 542    | 1,2 %  | -    |
| | Libéral indépendant         | Libéral indépendant         | 7         | -      | -      | 8 656     | 0,7 %  | -    |
| | Ouvrier indépendant         |                             | 2         | -      | -      | 8 355     | 0,6 %  | -    |
| | Ouvrier progressiste        |                             | 3         | -      | -      | 7 873     | 0,6 %  | -    |
| | Union nationale indépendant | Union nationale indépendant | 3         | -      | -      | 6 775     | 0,5 %  | -    |
| | FCC indépendant             | FCC indépendant             | 1         | -      | -      | 3 015     | 0,2 %  | -    |
| | Candidat du peuple          |                             | 1         | -      | -      | 2 583     | 0,2 %  | -    |
| | Nationaliste indépendant    |                             | 1         | -      | -      | 2 124     | 0,2 %  | -    |
| | Bloc populaire indépendant  |                             | 1         | -      | -      | 156       | 0 %    | -    |
| | Indépendant                 | Indépendant                 | 17        | 1      | 1      | 19 353    | 1,5 %  | -    |
| Total | Total                       | Total                       | 333       | 86     | 91     | 1 329 959 | 100 %  |      |
| Le taux de participation lors de l'élection était de 72,1 % et 15 591 bulletins ont été rejetés. Il y avait 1 865 396 personnes inscrites sur la liste électorale pour l'élection. |                             |                             |           |        |        |           |        |      |

| Partis | Partis                      | Chef                        | Candidats | Sièges | Sièges | Voix      | Voix   | Voix |
| Partis | Partis                      | Chef                        | Candidats | 1944   | Élus   | Nb        | %      | +/-  |
| --- | --------------------------- | --------------------------- | --------- | ------ | ------ | --------- | ------ | ---- |
| | Union nationale             | Maurice Duplessis           | 91        | 48     | 82     | 775 747   | 51,2 % | -    |
| | Libéral                     | Adélard Godbout             | 92        | 37     | 8      | 547 478   | 36,2 % | -    |
| | Union des électeurs         | Réal Caouette               | 92        | -      | 0      | 140 050   | 9,3 %  | -    |
| | Commonwealth coopératif     |                             | 7         | -      | -      | 9 016     | 0,6 %  | -    |
| | Union nationale indépendant | Union nationale indépendant | 8         | -      | -      | 8 649     | 0,6 %  | -    |
| | Ouvrier progressiste        |                             | 1         | -      | -      | 4 899     | 0,3 %  | -    |
| | Libéral indépendant         | Libéral indépendant         | 7         | -      | -      | 2 968     | 0,2 %  | -    |
| | Ouvrier                     |                             | 1         | -      | -      | 1 098     | 0,1 %  | -    |
| | FCC indépendant             | FCC indépendant             | 1         | -      | -      | 110       | 0 %    | -    |
| | Indépendant                 | Indépendant                 | 4         | 0      | 2      | 23 956    | 1,6 %  | -    |
| Total | Total                       | Total                       | 304       | 85     | 92     | 1 513 971 | 100 %  |      |
| Le taux de participation lors de l'élection était de 75,2 % et 17 928 bulletins ont été rejetés. Il y avait 2 036 576 personnes inscrites sur la liste électorale pour l'élection. |                             |                             |           |        |        |           |        |      |